# Cerkev sv. Roka, Šentvid pri Stični
Cerkev svetega Roka je podružnična cerkev župnije Šentvid pri Stični, ki stoji na gričku južno od naselja Šentvid pri Stični. 

## Opis
Ko se je leta 1624 v okolici Šentvida pojavila kuga, so se šentviški farani obrnili na oglejskega patriarha, da bi jim dovolil zgraditi cerkev na čast sv. Roku, ki je zavetnik proti kužnim boleznim. Prošnji je bilo ugodeno in leta 1628 je cerkev že stala na današnji lokaciji, na gričku, južno od Šentvida. Največja prenovitvena dela je cerkev doživela v 19. stoletju, ko so popravili prižnico, prizidali prezbiterij, kor in zakristijo. V tem času so tudi izdelali nov glavni oltar, ki je posvečen sv. Roku. Med drugo svetovno vojno so cerkev oskrunili Italijani, ko so v njen bivali in imeli nastanjene mule. Kraj pa je sicer poznan tudi po odkritju prazgodovinskega naselja z gomilami.